# Cuauhtémoc Vargas Almaguer
Santiago Cuauhtémoc Vargas Almaguer (* 10. Juni 1962 in Monterrey, Nuevo León) ist ein ehemaliger mexikanischer Fußballspieler, der vorwiegend im Mittelfeld agierte und gegenwärtig als Trainer arbeitet.

## Laufbahn
Vargas stand als Profispieler zwischen 1983 und 1987 beim CF Monterrey unter Vertrag. Es war sein einziges Engagement in der höchsten mexikanischen Spielklasse. Im Torneo México 86 gewann er mit den Rayados die mexikanische Fußballmeisterschaft.
Zwischen 2007 und 2012 war Vargas im Trainerstab der Jaguares de Chiapas tätig, wo er bis 2010 als Assistenztrainer der ersten Mannschaft wirkte und anschließend hauptverantwortlich die Nachwuchsmannschaft der U17 betreute.